# Stromlinienzug
Ein Stromlinienzug ist ein Eisenbahnzug, der aerodynamisch gestaltet ist und dessen äußere Form den Stromlinien angepasst ist. Ziel der stromlinienförmigen Gestaltung sind einerseits verringerter Luftwiderstand und damit höhere Geschwindigkeiten und niedrigerer Energieverbrauch, andererseits auch höhere Akzeptanz bei den Fahrgästen (Werbewirkung). Stromlinienzüge bestehen entweder aus verkleideten Stromlinienlokomotiven mit einer stromlinienförmigen Wagengarnitur oder aus Triebwagen. Typisch für Stromlinienzüge ist, dass beide Zugenden stromlinienförmig gestaltet sind.
Bei heutigen Hochgeschwindigkeitszügen ist die Stromlinienform so selbstverständlich geworden, dass der Begriff für sie kaum angewendet wird. Im Sprachgebrauch bezeichnet er daher hauptsächlich die Stromlinienzüge von 1933 bis in die 1960er-Jahre.
Der Begriff Stromlinienzug wird auch (allerdings selten) für aerodynamisch optimierte Lastzüge verwendet.

## Vorläufer
Zu Beginn des 20. Jahrhunderts gab es erste Versuche, Lokomotiven stromlinienförmiger zu gestalten. So erhielt die Bayerische S 2/5 (1904) einen spitzen Kessel. Die Bayerische S 2/6 (1906) wurde zudem mit einem stromlinienförmigen Führerhaus ausgestattet. Die preußischen Preußische S 9 Altona 561 war voll verkleidet.

## Zeppelin als Vorbild

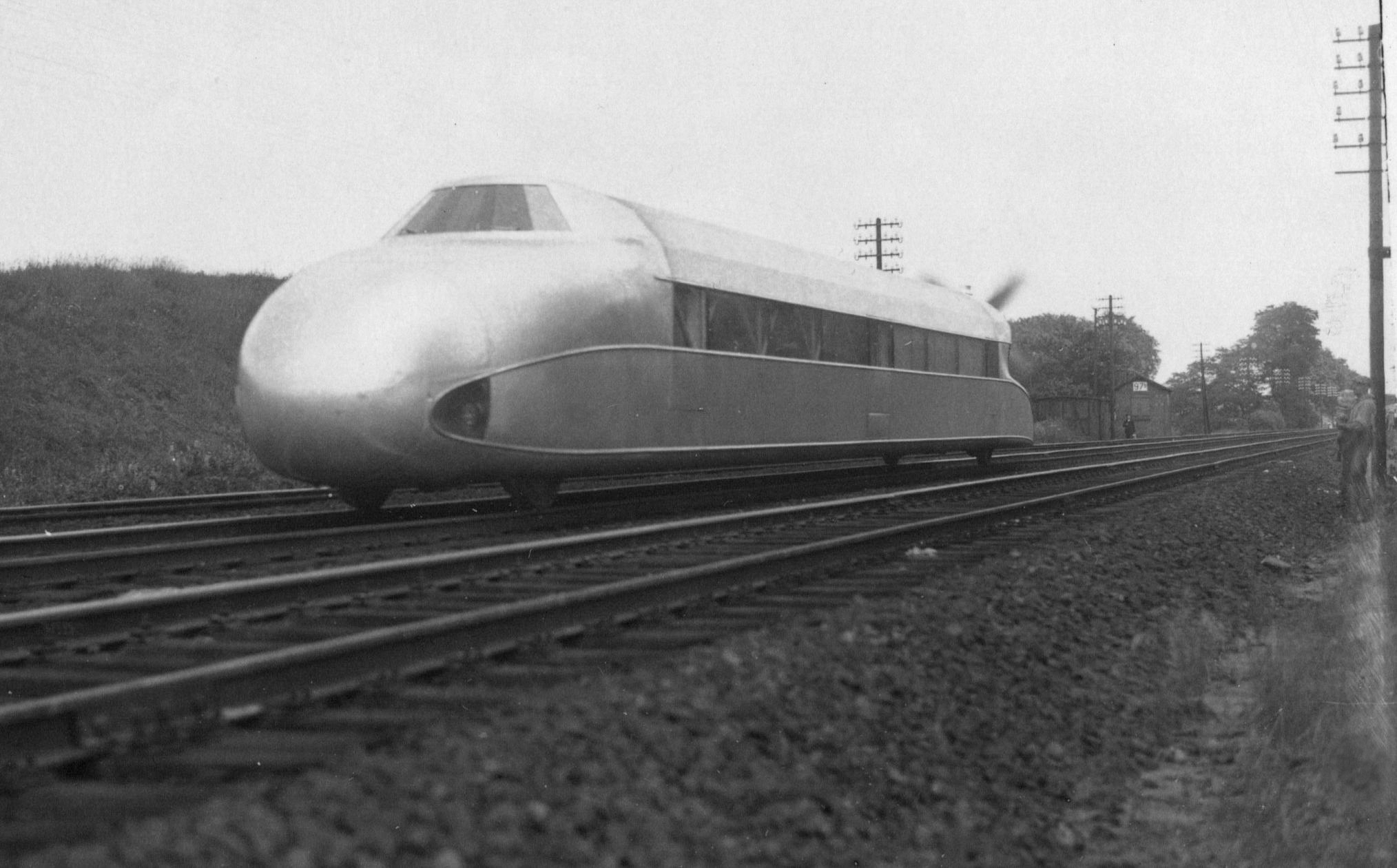
Der per Flugzeugmotor angetriebene Schienenzeppelin

Im Zuge der Entwicklung des Luftschiffbaus wurden umfangreiche Erkenntnisse zur stromlinienförmigen Gestaltung gewonnen. Dies führte Franz Kruckenberg zur Konstruktion seines Schienenzeppelins, des ersten strikt nach Stromlinien-Gesichtspunkten entwickelten Eisenbahnfahrzeugs. Kruckenberg erreichte mit diesem Fahrzeug am 21. Juni 1931 auf der Strecke Hamburg-Berlin eine Höchstgeschwindigkeit von 230,4 km/h. Dieser Weltrekord hielt über 20 Jahre. Wesentliche Konstruktionsprinzipien des Schienenzeppelins beeinflussten die Entwicklung der Stromlinienzüge und  Hochgeschwindigkeitszüge bis heute.

## Entwicklung vor dem Zweiten Weltkrieg

### Deutschland

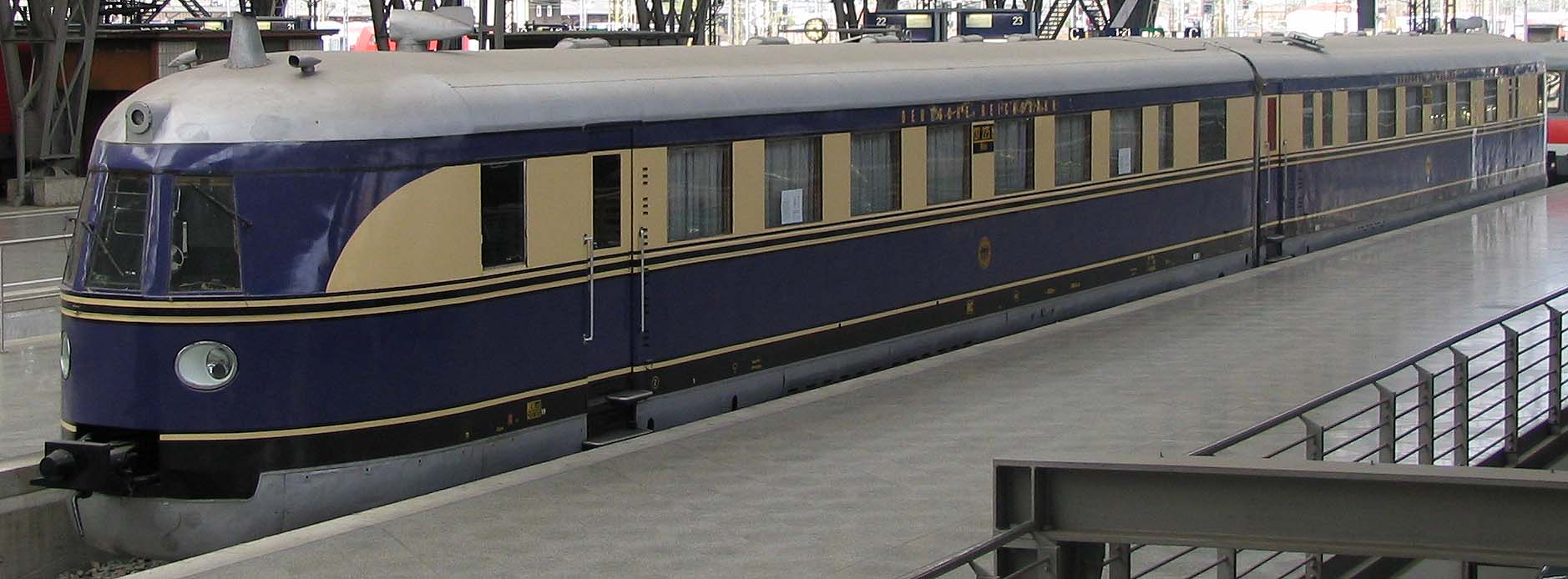
DR SVT 137 225 Bauart Hamburg im Hauptbahnhof Leipzig

Die Deutsche Reichsbahn-Gesellschaft brachte mit dem Fliegenden Hamburger als erste Eisenbahngesellschaft einen echten Stromlinienzug ab 15. Mai 1933 in den regulären Betrieb. Dieser dieselelektrische Zug aus zwei Einheiten legte die Strecke Hamburg-Berlin (286 km) in 138 Minuten zurück, entsprechend einer Durchschnittsgeschwindigkeit von 124,4 km/h. Die planmäßige Höchstgeschwindigkeit lag bei 160 km/h. Basierend auf dem Fliegenden Hamburger entwickelte die DR die Triebwagen der Bauarten „Hamburg“, DR 137 149 … 232, „Leipzig“, DR 137 153 … 234, „Köln“ und „Berlin“. Diese Züge bildeten den Kern des neuen FDt-Netzes der DR, das Schnellverbindungen von Berlin aus quer durch Deutschland mit Durchschnittsgeschwindigkeiten um 100 km/h bot. Die schnellste Zugverbindung bestand auf der Strecke Hannover-Hamm mit einer Durchschnittsgeschwindigkeit von 132,2 km/h. Auch Rekordfahrten wurden weiter durchgeführt. So erreichte ein Triebzug der Bauart Leipzig am 17. Februar 1936 eine Höchstgeschwindigkeit von 205 km/h, was einen Weltrekord für Dieselfahrzeuge darstellte.
Franz Kruckenberg entwickelte von 1934 bis 1938 einen weiteren Stromlinienzug, der als DR 137 155 von der DR übernommen wurde. Dieser Triebzug erreichte 1939 eine Rekordgeschwindigkeit von 215 km/h. Er wurde nach dem Zweiten Weltkrieg Vorbild für den TEE-Zug DB-Baureihe VT 11.5 und die DR-Baureihe VT 18.16.
Angespornt durch die Erfolge des Fliegenden Hamburgers entwickelten Henschel und Wegmann einen Stromlinienzug mit Dampflokomotive, den Henschel-Wegmann-Zug, der von der Tenderlokomotive DR-Baureihe 61 gezogen wurde. Ab dem Sommerfahrplan 1936 wurde dieser Zug auf der Strecke Dresden-Berlin eingesetzt. Mit einer Fahrzeit von 1 Stunde 40 Minuten und einer Reisegeschwindigkeit von 111,2 km/h zwischen Berlin und Dresden-Neustadt ist das eine bis heute (Stand 2019) noch nicht wieder erreichte Leistung.
Nicht nur im Fernverkehr wurden Stromlinienzüge eingesetzt. Die Lübeck-Büchener Eisenbahn setzte ab 1936 stromlinienförmige Tenderlokomotiven mit stromlinienförmigen Doppelstockwagen als Wendezüge ein. Damit wurde die Strecke Hamburg-Lübeck-Travemünde in 60 Minuten bedient.

### Italien
Die italienische Staatsbahn Ferrovie dello Stato, FS entwickelte ab 1934 dreiteilige elektrische Stromlinienzüge der Baureihe ETR 200. Diese gingen ab 1937 in Dienst. Am 6. Dezember 1937 erreichte ein ETR 200 die Höchstgeschwindigkeit von 201 km/h zwischen Campoleone und Cisterna auf der Bahnstrecke Roma–Formia–Napoli. 1939 erreichte der ETR 212 sogar 203 km/h. Die höchste Durchschnittsgeschwindigkeit wurde auf der Bahnstrecke Mailand–Bologna mit 171 km/h erzielt.

### Niederlande
Die Nederlandse Spoorwegen begann ebenfalls in den 1930er-Jahren mit der Entwicklung von Stromlinienzügen. Als erste Baureihe ging Materieel 34 (DE3), ein dreiteiliger dieselelektrischer Zug mit 140 km/h Spitzengeschwindigkeit ab 1934 in Dienst. Sein Design erfolgte unter maßgeblicher Beteiligung der Luftschiffbau Zeppelin GmbH in Friedrichshafen. Zwei Jahre später wurde die elektrische Version Materieel 36 eingeführt. Ab 1940 nahm der „Diesel-vijf“ (Diesel-Fünf, DE5) den Betrieb auf. Diese Züge waren ebenfalls dieselelektrisch angetrieben und hatten eine planmäßige Höchstgeschwindigkeit von 160 km/h. Für den internationalen Dienst waren sie mit großen Diesel-Tanks ausgerüstet, die eine Reichweite von 2000 km erlaubten. Durch den Zweiten Weltkrieg kam es nicht mehr zu dem geplanten internationalen Einsatz. Während Testfahrten erreichte ein DE5 eine Höchstgeschwindigkeit von 175 km/h. Ebenfalls ab 1940 wurde eine elektrische Version in Betrieb genommen (Materieel 40).

### Tschechoslowakei
Die Industrie der jungen Tschechoslowakei schloss sich dem internationalen Trend von Stromlinienzügen in den 1930ern an. 1936 fing ČKD mit der Projektierung einer Dampflok des Typs 296.0 mit stromlinienförmiger Verkleidung an. Sie sollte eine Geschwindigkeit von 165 km/h erreichen und war eine Reaktion auf den 1934 bestellten Motortriebwagen M 290 („Slowakischer Pfeil“) von Tatra. Tatra konstruierte hierbei einen modernen Verbrennungstriebwagen im Stil des Art déco, welcher von der Tschechoslowakischen Staatsbahn zwischen Prag und Bratislava für schnelle Verbindungen benutzt wurde. Da Tatra spezialisiert auf Verbrennungstriebwagen war und die Staatsbahn zunehmend Interesse an Triebzügen wegen den niedrigen Betriebskosten zeigte, verwarf ČKD die Projektierung des Lok 296 und verkleidete eine 387 stromlinienförmig. ČKD versuchte damit das abflauenden Geschäft mit Dampflokomotiven aufleben zu lassen. Festgestellt wurde, dass die Stromlinienverkleidung keine nennenswerten Vorteile hat. Stattdessen stellte ČKD 1939 den stromlinienförmigen Verbrennungstriebwagen M 260 im Stil des Art déco vor – er blieb ein Einzelstück. Der Zweite Weltkrieg und die Zerschlagung der Tschechoslowakei durch das Deutsche Reich 1939 beendete jegliche Weiterentwicklung in dieser Richtung.

### USA

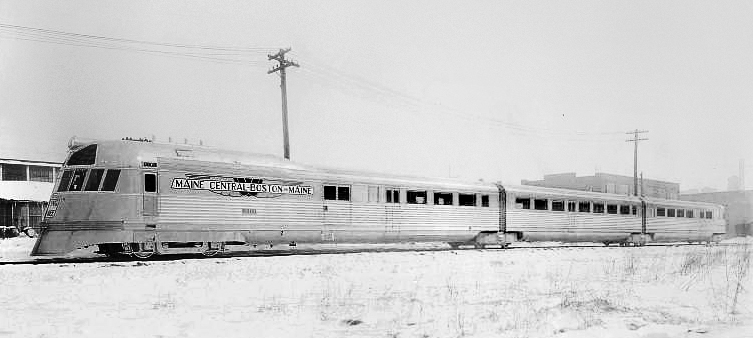
Budd-Triebwagen (Baujahr 1935) „Flying Yankee“ (Boston & Maine)

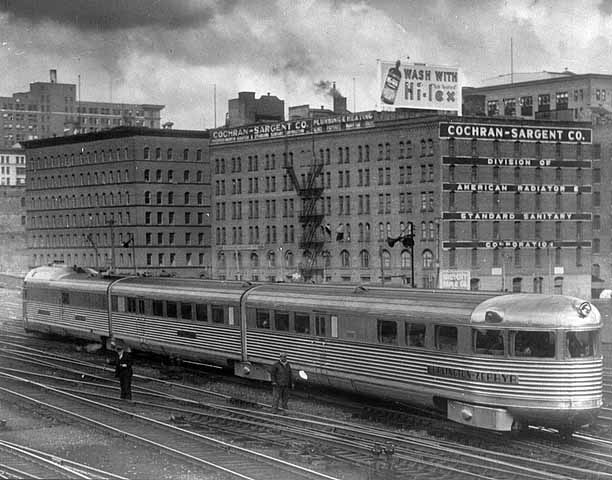
Budd-Triebwagen (Baujahr 1935) „Twin Cities Zephyr“ (Burlington Route)

Die 1930er-Jahre waren auch in den USA die Hochzeit der Stromlinienzüge. Union Pacific betrieb den M-10000, die Chicago, Burlington and Quincy Railroad den dieselelektrischen Pioneer Zephyr. Am 26. Mai 1934 machte der Zephyr eine „Dawn to Dusk“-Fahrt von Denver nach Chicago in 13 Stunden. Die Durchschnittsgeschwindigkeit betrug 77,6 mph (124,9 km/h), als Höchstgeschwindigkeit wurden 181,1 km/h erreicht.
Burlington nahm eine Reihe von Zephyr-Zügen in Betrieb, z. B. zwei „Twin Cities Zephyr“ zwischen Chicago und Minneapolis-St. Paul.
An der Ostküste verkehrte ab 1934 der Orange Blossom Special zwischen New York City und Florida als Stromlinienzug. Die New York Central Railroad setzte ab 1938 Stromlinienzüge nach Entwürfen von Henry Dreyfuss für ihr Premium-Andebot, den 20th Century Limited, zwischen New York und Chicago ein.

## Entwicklung nach dem Zweiten Weltkrieg

### Deutschland
Nach dem Ende des Zweiten Weltkrieges lag die Priorität zunächst darauf, überhaupt erst einmal einen geregelten Eisenbahn-Verkehr auf die Schiene zu bringen. Für Schnellverbindungen wurden sowohl in der Bundesrepublik als auch in der DDR anfänglich die Vorkriegsmodelle als Baureihen VT 04 und VT 06 eingesetzt. Zu Beginn der 1950er-Jahre wurden als erste neue Stromlinienzüge der von Kruckenberg konstruierte DB-Baureihe VT 10.5 und der „Eierkopf“ DB-Baureihe VT 08 eingesetzt. Basierend auf dem Vorkriegs-Triebwagen 137 155 entwickelte die DB den berühmten TEE-Zug DB-Baureihe VT 11.5. In der DDR wurde parallel die DR-Baureihe VT 18.16 konstruiert, die vor allem im internationalen Verkehr eingesetzt wurde.
Ab 1965 setzte die DB verstärkt auf lokgeförderte Züge, insbesondere wurde die DB-Baureihe 103 für TEE- und InterCity-Züge eingesetzt. Ab 1973 kam mit dem ET 403 („Donald Duck“) auch wieder ein echter Stromlinienzug zum Einsatz. Seit 1991 wird der Schnellverkehr mit den ICE-Zügen DB-Baureihe 401, DB-Baureihe 402 und ICE 3 durchgeführt. Mit diesen Zügen wurde auch erstmals nach über 60 Jahren die Fahrzeit des alten DR 877 „Fliegenden Hamburgers“ auf der Strecke Hamburg–Berlin unterboten.

### Österreich
Die ÖBB entwickelten 1965/1966 den Städteschnelltriebzug ÖBB 4010 für den Transalpin, der damals von Zürich nach Wien verkehrte. Das besondere an den ersten Zügen war, dass die Kopfteile aus Kunststoff statt aus Stahl waren. Nach mehrmaligen Erneuerungen verkehrte der inzwischen von 6 auf 5 Waggons geschrumpfte Triebzug noch bis 2008 vor allem auf der Ennstalbahn zwischen Graz und Salzburg / Innsbruck.

### Schweiz
Die Schweizerischen Bundesbahnen entwickelten gemeinsam mit der niederländischen NS den dieselelektrischen SBB RAm TEE, der ab 1957 insbesondere im internationalen Verkehr Amsterdam-Zürich, später Zürich-München eingesetzt wurde. Ab 1961 betrieben die SBB den elektrischen Viersystem-Triebzug SBB RAe TEE II.

### Niederlande

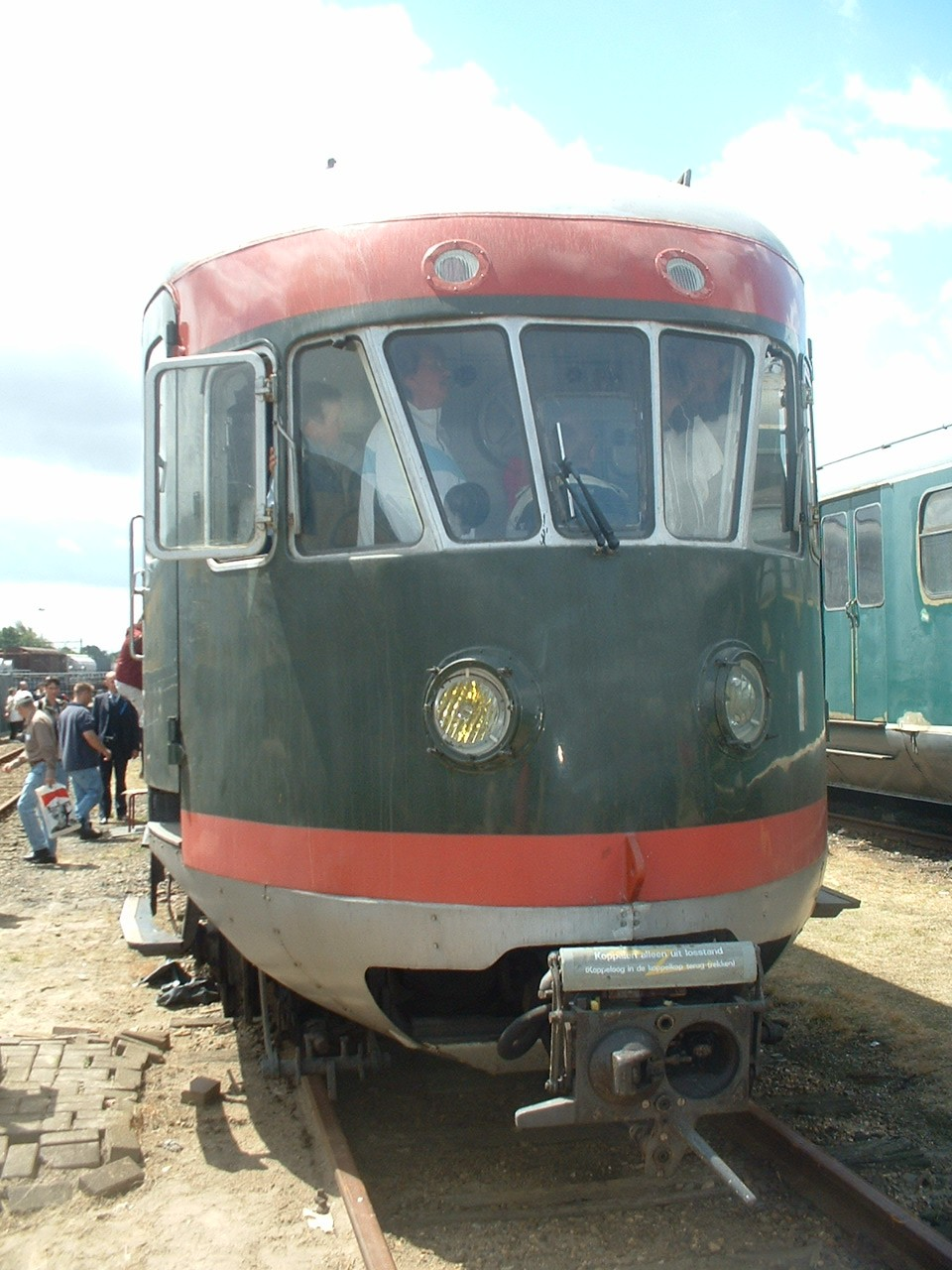
Materieel '46 in Roosendaal

In den Niederlanden entwickelten die NS ihr Stromlinienmaterial konsequent weiter. Ab 1948 wurden zwei- und vierteilige elektrische Triebzüge „Materieel '46“ in Dienst gestellt, die aufgrund ihrer spitzen Kopfform den Spitznamen „Muizeneus“ (Mausenase) erhielten und offiziell als „Plan A“, „Plan AB“, „Plan B“ und „Plan C“ bezeichnet wurden. Die Höchstgeschwindigkeit lag bei 140 km/h, planmäßig wurden jedoch nur 125 km/h gefahren. Ab 1953 wurde eine Diesel-Variante gebaut: Plan X, die aufgrund ihrer blauen Farbgebung als „Blauwe Engel“ bekannt wurde. Von 1956 an gingen elektrische Züge „Materieel '54“ in Betrieb, die wegen der Triebkopf-Form auch „Hondekop“ genannt wurden.

### Italien

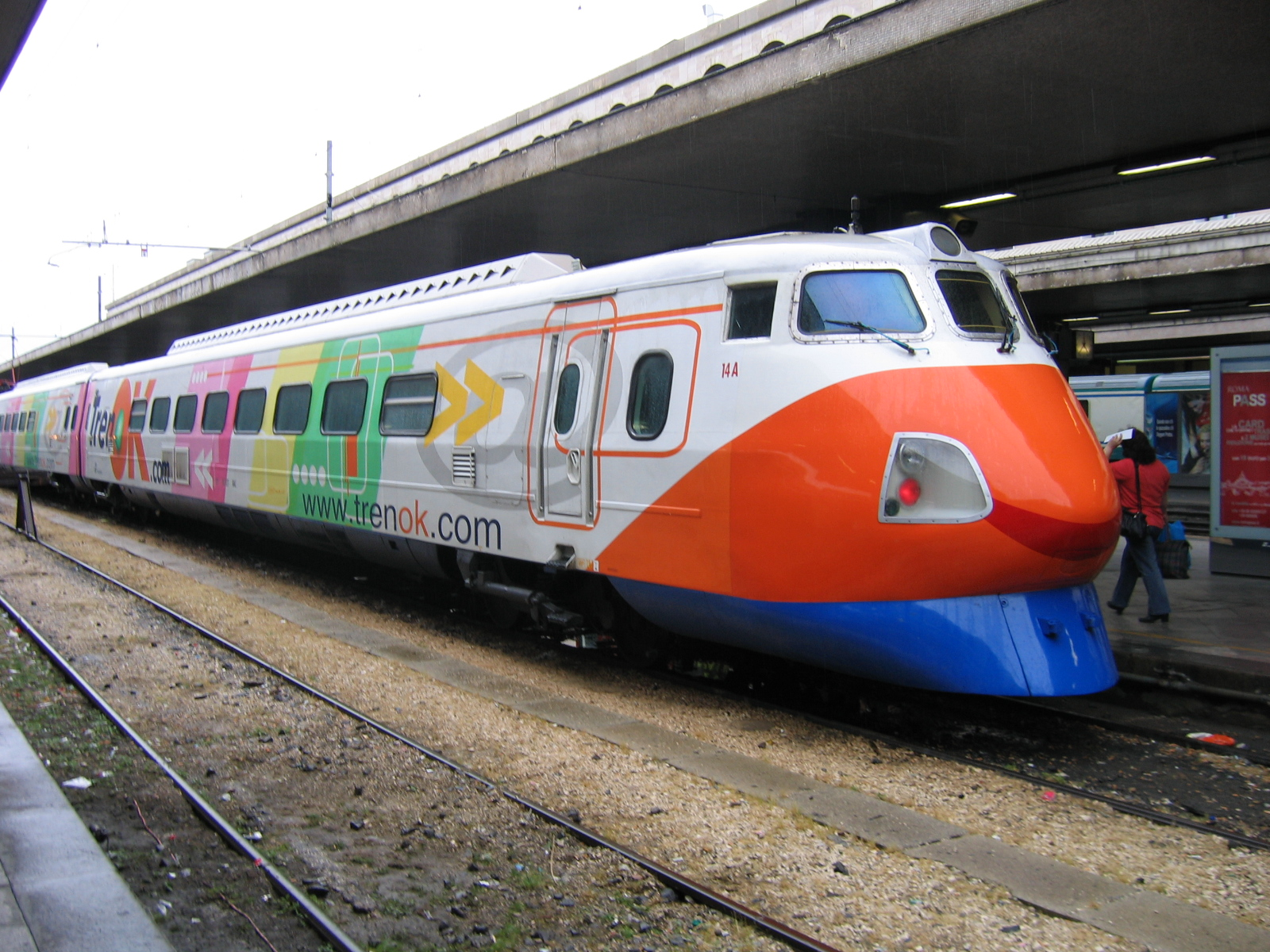
ETR 450-027 TrenOK

In Italien wurde basierend auf dem ETR 200 zunächst ab 1952 die Klasse ETR 300 („Settebello“) entwickelt. Diese Züge zeichnen sich durch eine hochgelegte Führerstand-Kanzel aus, die den Reisenden einen freien Blick auf die Strecke ermöglichen. Anfänglich auf eine Spitzengeschwindigkeit von 160 km/h ausgelegt, erreichten sie nach Umrüstung 1969 auch 200 km/h. Die ETR 300 wurden auch für den Trans-Europ-Express-Dienst eingesetzt. 1976 folgte der bereits 250 km/h schnelle ETR 401. Er war Prototyp für die mit Pendolino-Technik versehenen ETR 450. Die letztgenannten leiten über zu den heutigen Hochgeschwindigkeitszügen ETR 460, ETR 480 und ETR 500.

### Tschechoslowakei
In der Nachkriegszeit wurden die Pläne für neue stromlinienförmige Züge auf Basis des Slowakischen Pfeils hervorgeholt. Durch die Aufteilung der Wirtschaftsleistung im RGW durfte vorerst nur noch Ganz in Ungarn leistungsfähige Triebzüge mit Verbrennungsmotor herstellen. Erst 1995, nach Auflösung der Tschechoslowakei nun mehr in Tschechien, wurde mit der Projektierung des Premier wieder ein eigenständiger Triebzug mit Stromlinienform geplant.

### USA
Nach dem Zweiten Weltkrieg wurde die Tradition der „Streamliner“ wieder aufgenommen. Ab 1947 verkehrte der Olympian Hiawatha der Chicago, Milwaukee, St. Paul and Pacific Railroad auf der Strecke Chicago – Seattle/Tacoma. 1949 wurde der California Zephyr eingeführt. Durch die Konkurrenz des Straßen- und vor allem des Luftverkehrs kam der Streamliner-Service jedoch in den 1960er- und 1970er-Jahren fast zum Erliegen. Seit 1971 wurden die meisten Reisezüge von Amtrak betrieben. Mit dem Acela Express gibt es auch wieder Schnellverkehr in den USA.